# Dennis Telgenkamp
Dennis Telgenkamp (Wierden, 9 mei 1987) is een Nederlands voormalig profvoetballer die dienstdeed als doelman. Hij stroomde in 2008 door uit de jeugd van Heracles Almelo. Hij speelde verder voor SC Cambuur en FC Emmen.

## Carrière
Telgenkamp speelde in de gecombineerde jeugd van FC Twente en Heracles Almelo. Hij doorliep de academie tot en met de A-jeugd en werd in 2006 aan Jong FC Twente toegevoegd. Na twee seizoenen in dat elftal ging hij naar het beloftenelftal van Heracles. Op 22 november 2009 maakte hij zijn profdebuut voor de club uit Almelo, in een uitwedstrijd tegen PSV, nadat eerste doelman Pieckenhagen een rode kaart had gekregen. In het seizoen 2012/2013 speelde hij op huurbasis voor SC Cambuur. Met die club behaalde hij het kampioenschap van de Jupiler League. Daarna keerde hij terug naar Heracles. Aan het begin van het seizoen 2014/2015 was Telgenkamp hier eerste keeper, maar in de tweede seizoenshelft verloor hij de concurrentiestrijd van Bram Castro, die aan het begin van het seizoen was aangetrokken.
Telgenkamp verliet Heracles in juli 2015 definitief. Hij tekende een contract tot medio 2017 bij FC Emmen, de nummer vier van de Eerste divisie in het voorgaande seizoen. Dat nam hem transfervrij over. Met FC Emmen promoveerde hij als aanvoerder op 20 mei 2018 naar de Eredivisie.
In april 2021 liet Telgenkamp weten na het einde van seizoen 2020/21 zijn aflopende contract niet te verlengen en te stoppen als professioneel voetballer.

### Carrièrestatistieken
| Seizoen         | Club            | Competitie      | Competitie | Competitie | Beker | Beker | Internationaal | Internationaal | Overig | Overig | Totaal | Totaal |
| Seizoen         | Club            | Competitie      | Wed.       | Dlp.       | Wed.  | Dlp.  | Wed.           | Dlp.           | Wed.   | Dlp.   | Wed.   | Dlp.   |
| --------------- | --------------- | --------------- | ---------- | ---------- | ----- | ----- | -------------- | -------------- | ------ | ------ | ------ | ------ |
| 2009/10         | Heracles Almelo | Eredivisie      | 2          | 0          | 0     | 0     | 0              | 0              | 0      | 0      | 2      | 0      |
| 2010/11         | Heracles Almelo | Eredivisie      | 0          | 0          | 0     | 0     | 0              | 0              | 0      | 0      | 0      | 0      |
| 2011/12         | Heracles Almelo | Eredivisie      | 1          | 0          | 1     | 0     | 0              | 0              | 0      | 0      | 2      | 0      |
| 2012/13         | → SC Cambuur    | Eerste divisie  | 26         | 0          | 1     | 0     | 0              | 0              | 0      | 0      | 27     | 0      |
| 2013/14         | Heracles Almelo | Eredivisie      | 1          | 0          | 0     | 0     | 0              | 0              | 0      | 0      | 1      | 0      |
| 2014/15         | Heracles Almelo | Eredivisie      | 22         | 0          | 3     | 0     | 0              | 0              | 0      | 0      | 25     | 0      |
| 2015/16         | FC Emmen        | Eerste divisie  | 36         | 0          | 2     | 0     | 0              | 0              | 2      | 0      | 40     | 0      |
| 2016/17         | FC Emmen        | Eerste divisie  | 33         | 0          | 1     | 0     | 0              | 0              | 4      | 0      | 38     | 0      |
| 2017/18         | FC Emmen        | Eerste divisie  | 37         | 0          | 1     | 0     | 0              | 0              | 4      | 0      | 42     | 0      |
| 2018/19         | FC Emmen        | Eredivisie      | 1          | 0          | 1     | 0     | 0              | 0              | 0      | 0      | 2      | 0      |
| 2019/20         | FC Emmen        | Eredivisie      | 26         | 0          | 1     | 0     | 0              | 0              | 0      | 0      | 27     | 0      |
| 2020/21         | FC Emmen        | Eredivisie      | 14         | 0          | 2     | 0     | 0              | 0              | 0      | 0      | 14     | 0      |
| Carrière totaal | Carrière totaal | Carrière totaal | 199        | 0          | 13    | 0     | 0              | 0              | 10     | 0      | 222    | 0      |

## Erelijst
SC Cambuur
| Competitie              | Aantal | Jaren   |
| ----------------------- | ------ | ------- |
| Kampioen Eerste divisie | 1x     | 2012/13 |

FC Emmen
| Competitie                       | Aantal | Jaren   |
| -------------------------------- | ------ | ------- |
| Promotie Eredivisie na play-offs | 1x     | 2017/18 |

## Privé
Telgenkamp woont samen met zijn vriendin Kady en ze hebben sinds eind 2015 een zoon en sinds december 2018 een dochter.